# Pole minowe (film)
Pole minowe (duń. Under sandet) – duńsko-niemiecki dramat wojenny z 2015 w reżyserii Martina Zandvlieta o młodych niemieckich żołnierzach odminowujących zachodnie plaże Danii po II wojnie światowej.
Zdjęcia kręcono w okolicach Varde (Dania Południowa).

## Fabuła
Dania roku 1945. Duńskie władze wojskowe przymusiły po kapitulacji III Rzeszy młodych jeńców niemieckich do rozminowywania plaż nad Morzem Północnym. Grupa młodych niemieckich żołnierzy trafia pod komendę sierżanta Carla Rasmussena. Dowódca przeżywa swego rodzaju transformację, przebywając z młodzieżą każdego dnia. Szereg niewprawnych saperów ginie.

## Obsada
W filmie wystąpili:
- Roland Møller jako sierżant Carl Rasmussen
- Mikkel Følsgaard jako porucznik Ebbe
- Laura Bro jako Karin
- Louis Hofmann jako Sebastian Schumann
- Joel Basman jako Helmut Morbach
- Oskar Bökelmann jako Ludwig Haffke

## Nagrody
W 2016 autorka zdjęć, Camilla Hjelm Knudsen, otrzymała Nagrodę im. Carlo Di Palmy dla europejskiego operatora roku (Europejska Nagroda Filmowa). Członkowie Europejskiej Akademii Filmowej przyznali filmowi również nagrody w kategoriach: najlepsza europejska charakteryzacja i fryzury, najlepszy europejski operator roku (Camilla Hjelm Knudsen) oraz najlepszy europejski twórca kostiumów (Stefanie Bieker). Duńska Akademia Filmowa uhonorowała film Zandvliety w 2016, przyznając mu Nagrody Roberta w kategoriach: dla najlepszego filmu, dla najlepszego reżysera, za najlepszy scenariusz oryginalny, za najlepsze zdjęcia, za najlepszy montaż oraz nagrodę publiczności.